# Midjan
Midjaniter var enligt Moseböckerna ett semitiskt folk som betraktade Abrahams och hans hustru Keturas son Midjan som sin anfader.  Midjan är också ett landområde där Mose befann sig då Gud, Jahve, visade sig för honom i form av en brinnande buske. Mose gifte sig med Sippora, dotter till den midjanitiske prästen Jetro. Midjaniterna var allierade med israeliterna under deras flykt från Egypten.
Landområdet som befolkades av midjaniterna ligger öster om Aqabaviken och arkeologiska utgrävningar har belagt ett samhälle med bofast befolkning där kring år 1000 f.Kr. Midjaniterna skall även ha spritt sig till Sinaihalvön och till områdena öster om Jordanfloden.

## Massakern på Midjans befolkning
Midjaniterna var enligt Fjärde Mosebok kapitel 31 utsatta för ett utrotningskrig som kan liknas vid ett folkmord. Det utfördes som hämnd för att midjaniterna förlett israeliterna till avgudadyrkan. På uppdrag av Gud sände israeliternas ledare Mose en armé om 12000 man som brände alla städer och tältläger i Midjan och dödade alla män och barn av mankön samt alla kvinnor som hade haft samlag med en man. Alla flickor som inte varit tillsammans med en man fick dock leva och behölls för erövrarnas egen räkning.